# 戴维·赖克
戴维·蘭伯特·赖克（英語：David Lambert Lack，1910年7月16日—1973年3月12日）是一位英国演化生物学家，皇家学会院士，主攻方向为鳥類生态学和行为学。